# Meteorologie in Vlaanderen
Meteorologie in Vlaanderen beschrijft hoe de meteorologie (weerkunde) in Vlaanderen en ruimer gezien in België wordt beoefend. Daarnaast onderzoeken ze ook de condities van de atmosfeer die in ons dagelijks leven een belangrijke rol spelen en houden ze zich bezig met het actuele weer, het historische weer en de weersverwachtingen, zowel algemene als meer specifieke voor bijvoorbeeld landbouw, luchtvaart en watersport. De nauw verwante klimatologie bestudeert het klimaat.

## Beschrijving
Aan de kust en in haar hinterland heerst een gematigd zeeklimaat, in de rest van Vlaanderen de regio een gewijzigd zeeklimaat De regio kenmerkt zich door haar matige temperaturen, overwegend westenwinden, sterke bewolking en regelmatige neerslag. De gemiddelde jaartemperatuur bedraagt 9 à 10 °C, de gemiddelde januaritemperatuur 2 à 3 °C en de gemiddelde julitemperatuur ongeveer 17 °C. De jaarlijkse neerslag is ongeveer 800 mm, die verspreid over alle maanden valt.  Ondanks deze zeer gematigde weersomstandigheden komen er ook opmerkelijke extremen voor:
- in 1921 en 1976 heerste er extreme droogte
- in 1947 liepen de temperaturen in Ukkel op tot 38 °C
- in 1963 was de winter zo koud dat de zee bevroor.
- in 1976 lagen de maxima gedurende 15 dagen boven de 30 °C
- in de vroege zomer van 1980 viel er een totaal van 242 mm neerslag in 30 dagen te Brussel, terwijl dit gemiddeld slecht 74 mm is.

## Invloedrijke factoren
Vlaanderen ligt op de gemiddelde breedtegraad van het noordelijk halfrond aan de westelijke kust van het vasteland van Europa. Het klimaat van deze regio worden grotendeels bepaald door de seizoensgebonden cyclus van de zonneschijn en de typische atmosferische dynamiek van die gemiddelde breedtegraad. Daarnaast speelt de nabijheid van de Atlantische Oceaan een bepalende rol in het klimaat van Vlaanderen.
De gemiddelde breedtegraad is de locatie waar polaire luchtmassa's uit het noorden de tropische luchtmassa's uit de subtropen ontmoeten. Het scheidingsoppervlak tussen deze luchtmassa's is het poolfront. Afhankelijk van de locatie van dit poolfront verandert ook het weer, zo zal het "warm" zijn indien het poolfront naar het noorden (zomer) opschuift en "koud" (winter) indien het zich ten zuiden van Vlaanderen bevindt. Bekende uitzonderingen hierop zijn:
- de situatie van 1976 toen het poolfront nagenoeg verdween en plaats maakte voor een hogedrukgebied.
- de situatie van 1980 toen het poolfront zich ten zuiden van Vlaanderen bevond in de zomer.
- de situatie van 1989 toen het poolfront zich ten noorden van Vlaanderen bevond in de winter.

Aan het poolfront zijn depressies verbonden die ervoor zorgen dat Vlaanderen zich vaak in een westelijke luchtstroom bevindt. Hierdoor worden er vaak vochtige luchtmassa's van over de Atlantische oceaan aangevoerd, en is er bijgevolg op regelmatige basis neerslag. 

## Opwarming
Sinds het einde van de jaren tachtig van de 20e eeuw ligt de gemiddelde temperatuur ongeveer 1 graad hoger dan voorheen. Deze opwarmende trend lijkt zich voort te zetten. 2006 en 2007 braken beiden het record van het warmste jaar ooit, met respectievelijk 11,4 °C en 11,5 °C. Deze opeenvolging van warmterecords is te wijten aan een periode van extreem abnormaal hoge temperaturen die begon met juli 2006 en zich na een relatief koude augustusmaand voortzette tot en met juni 2007. De gemiddelde temperatuur over deze periode van 12 maanden ligt met 12,9 °C ruim 3 °C boven het gemiddelde van de periode 1961-1990 en er werden drie seizoenrecords op rij gebroken: de warmste herfst ooit (13,9 °C), de warmste winter ooit (6,6 °C) en de warmste lente ooit (12,3 °C). Er sneuvelden ook vier maandrecords: de warmste julimaand ooit (23 °C), de warmste septembermaand ooit (18,4 °C), de warmste januarimaand ooit (7,2 °C) en de warmste aprilmaand ooit (14,3 °C).

## Weerextremen
Hieronder een klimatologisch overzicht van de extremen voor elke parameter per seizoen (sinds het begin van de metingen te Ukkel):
- Lente

|                                                       | warmste (in °C) | droogste (in l/m²) | minste regendagen | zonnigste (in uren zonneschijn) |  | koudste (in °C) | natste (in l/m²) | meeste regendagen | somberste (in uren zonneschijn) |
| ----------------------------------------------------- | --------------- | ------------------ | ----------------- | ------------------------------- |  | --------------- | ---------------- | ----------------- | ------------------------------- |
| eerste                                                | 12,3 (2007)     | 37,6 (1893)        | 23 (1880)         | 707,16 (2011)                   |  | 4,9 (1837)      | 299,7 (1965)     | 75 (1979)         | 276,53 (1983)                   |
| tweede                                                | 12,2 (2011)     | 69,0 (1976)        | 24 (1893)         | 641,46 (1893)                   |  | 5,4 (1845)      | 283,0 (1851)     | 74 (1983)         | 329,53 (1891)                   |
| derde                                                 | 11,2 (1993)     | 70,7 (2011)        | 27 (2011)         | 644,12 (1990)                   |  | 6,0 (1887)      | 276,6 (1988)     | 72 (1977)         | 338,41 (1889)                   |
| vierde                                                | 11,2 (2009)     | 74,6 (1875)        | 28 (1875)         | 628,02 (1921)                   |  | 6,3 (1888)      | 276,6 (2001)     | 69 (1981)         | 346,52 (1970)                   |
| vijfde                                                | 11,1 (2003)     | 87,6 (1880)        | 32 (1990)         | 621,04 (1953)                   |  | 6,4 (1855)      | 271,5 (1878)     | 68 (1851)         | 359,50 (1985)                   |
| normaal                                               | 10,1            | 187,8              | 49                | 463,58                          |  | 10,1            | 187,8            | 49                | 463,58                          |
| Bron: KMI, Statistieken voorbije seizoenen voor Ukkel |                 |                    |                   |                                 |  |                 |                  |                   |                                 |

- Zomer

|                                                       | warmste (in °C) | droogste (in l/m²) | minste regendagen | zonnigste (in uren zonneschijn) |  | koudste (in °C) | natste (in l/m²) | meeste regendagen | somberste (in uren zonneschijn) |
| ----------------------------------------------------- | --------------- | ------------------ | ----------------- | ------------------------------- |  | --------------- | ---------------- | ----------------- | ------------------------------- |
| eerste                                                | 19,7 (2003)     | 42,9 (1921)        | 18 (1835)         | 825,0 (1947)                    |  | 13,9 (1841)     | 364,8 (1992)     | 68 (1860)         | 404,0 (1888)                    |
| tweede                                                | 19,2 (1976)     | 89,4 (1885)        | 22 (1885)         | 817,7 (1976)                    |  | 14,2 (1860)     | 360,2 (1850)     | 67 (1977)         | 406,6 (1977)                    |
| derde                                                 | 19,0 (1947)     | 99,2 (1949)        | 23 (1976)         | 812,3 (1959)                    |  | 14,3 (1907)     | 355,9 (1888)     | 65 (1916)         | 425,2 (1981)                    |
| vierde                                                | 18,9 (2006)     | 101,2 (1955)       | 24 (1887)         | 759,0 (1911)                    |  | 14,4 (1844)     | 348,4 (1980)     | 65 (1980)         | 425,9 (1956)                    |
| vijfde                                                | 18,8 (1995)     | 103,0 (1857)       | 26 (1989)         | 748,0 (1949)                    |  | 14,4 (1956)     | 240,9 (2002)     | 64 (1845)         | 428,4 (1980)                    |
| normaal                                               | 17,0            | 210,4              | 46,4              | 665,9                           |  | 17,0            | 210,4            | 46,4              | 665,9                           |
| Bron: KMI, Statistieken voorbije seizoenen voor Ukkel |                 |                    |                   |                                 |  |                 |                  |                   |                                 |

- Herfst

|                                                       | warmste (in °C) | droogste (in l/m²) | minste regendagen | zonnigste (in uren zonneschijn) |  | koudste (in °C) | natste (in l/m²) | meeste regendagen | somberste (in uren zonneschijn) |
| ----------------------------------------------------- | --------------- | ------------------ | ----------------- | ------------------------------- |  | --------------- | ---------------- | ----------------- | ------------------------------- |
| eerste                                                | 13,9 (2006)     | 75,8 (1953)        | 27 (1921)         | 528,8 (1959)                    |  | 7,3 (1887)      | 411,6 (1974)     | 81 (1974)         | 194,0 (1887)                    |
| tweede                                                | 12,3 (2009)     | 93,5 (1959)        | 31 (1920)         | 469,0 (1908)                    |  | 7,7 (1952)      | 386,7 (1932)     | 74 (1930)         | 211,0 (1905)                    |
| derde                                                 | 12,3 (2005)     | 97,4 (1953)        | 31 (1834)         | 458,1 (1965)                    |  | 7,8 (1871)      | 380,9 (1984)     | 67 (1942)         | 223,1 (1974)                    |
| vierde                                                | 12,0 (1982)     | 97,8 (1858)        | 32 (1898)         | 446,0 (1921)                    |  | 7,8 (1905)      | 397,3 (2001)     | 67 (1976)         | 234,7 (1984)                    |
| vijfde                                                | 11,8 (2000)     | 100,7 (1978)       | 33 (1857)         | 430,1 (1971)                    |  | 7,8 (1922)      | 355,6 (1998)     | 67 (1952)         | 235,3 (1998)                    |
| normaal                                               | 10,4            | 210,5              | 52,7              | 378,2                           |  | 10,4            | 210,5            | 52,7              | 378,2                           |
| Bron: KMI, Statistieken voorbije seizoenen voor Ukkel |                 |                    |                   |                                 |  |                 |                  |                   |                                 |

- Winter

|                                                       | warmste (in °C) | droogste (in l/m²) | minste regendagen | zonnigste (in uren zonneschijn) |  | koudste (in °C) | natste (in l/m²) | meeste regendagen | somberste (in uren zonneschijn) |
| ----------------------------------------------------- | --------------- | ------------------ | ----------------- | ------------------------------- |  | --------------- | ---------------- | ----------------- | ------------------------------- |
| eerste                                                | 6,6 (2007)      | 62,9 (1964)        | 31 (1891)         | 306,0 (1949)                    |  | -2,0 (1963)     | 365,9 (1995)     | 74 (1916)         | 83,0 (1923)                     |
| tweede                                                | 6,1 (1990)      | 63,7 (1891)        | 32 (1992)         | 249,0 (1930)                    |  | -1,4 (1845)     | 311,5 (1910)     | 73 (1937)         | 100,0 (1935)                    |
| derde                                                 | 5,8 (1975)      | 76,3 (1858)        | 32 (1890)         | 248,0 (1933)                    |  | -1,4 (1891)     | 308,6 (1920)     | 72 (1915)         | 106,2 (1994)                    |
| vierde                                                | 5,6 (2008)      | 81,7 (1934)        | 34 (1838)         | 247,8 (1959)                    |  | -1,1 (1838)     | 308,6 (2002)     | 72 (1968)         | 113,0 (1944)                    |
| vijfde                                                | 5,5 (1989)      | 98,1 (1838)        | 35 (1880)         | 243,7 (1963)                    |  | -1,1 (1947)     | 308,5 (1994)     | 72 (1994)         | 116,0 (1915)                    |
| normaal                                               | 3,5             | 202,1              | 55,2              | 209,0                           |  | 3,5             | 202,1            | 55,2              | 209,0                           |
| Bron: KMI, Statistieken voorbije seizoenen voor Ukkel |                 |                    |                   |                                 |  |                 |                  |                   |                                 |